# Казахстанско-словенские отношения
Казахстанско-словенские отношения — двусторонние дипломатические отношения между Республикой Казахстан и Республикой Словения, были установлены 20 октября 1992 года.

## История
Первый президент Казахстана Нурсултан Назарбаев посещал Словению с официальным визитом один раз 21-23 мая 2002 года. Во время визита он провёл встречи с президентом Словении Миланом Кучаном, премьер-министром Янезом Дрновшеком, председателем Национальной Ассамблеи Парламента Словении Борутом Пахором, мэром Любляны Викой Поточник. Лидеры стран провели переговоры в узком кругу, а затем — в расширенном составе. Конкретный разговор шёл о возможностях присутствия на казахстанском рынке словенской фармакологической, строительной промышленности. Президент Словении Милан Кучан вручил Назарбаеву высшую государственную награду — Золотой почётный орден Свободы Республики Словения.
Во время президентства Нурсултана Назарбаева президенты Словении посещали Казахстан три раза: Милан Кучан — 22-24 сентября 2002 года, Данило Тюрк — 10-12 ноября 2009 года и 1-2 декабря 2010 года.
В 2024 году было открыто посольство Казахстана в Любляне.
31 марта — 1 апреля 2025 года состоялся официальный визит президента Словении Наташи Пирц-Мусар в Казахстан.

## Торгово-экономическое сотрудничество
Товарооборот между Казахстаном и Словенией за 2021 год составил 72,1 млн долларов США (из Казахстана — 9,3 млн долларов, из Словении — 62,8 млн долларов). Двусторонний товарооборот за 2022 год составил 129 млн долларов США (из Казахстана — 54,6 млн долларов, из Словении — 75,1 млн долларов). Товарооборот за 2023 год составил 111,5 млн долларов США. Экспорт из Казахстана в Словению составил 2 735,7 тыс. долларов США, а импорт из Словении в Казахстан — 108,8 млн долларов США.

## Послы Казахстана в Словении
Список без учёта послов по совместительству и временно поверенных в делах:
1. Данияр Сарекенов (с 9 сентября 2024)